# Банківський кредит
Банкíвський кред́ит — будь-яке зобов'язання банку надати певну суму грошей, будь-яка гарантія, будь-яке зобов'язання придбати право вимоги боргу, будь-яке продовження строку погашення боргу, яке надано в обмін на зобов'язання боржника щодо повернення заборгованої суми, а також на зобов'язання на сплату відсотків та інших зборів з такої суми (Ст. 2 Закону України «Про банки та банківську діяльність»).

## Різновиди банківських кредитів
Банківські кредити класифікують за такими ознаками:
- за строком погашення — онкольні, короткострокові, середньострокові і довгострокові;
- за способом погашення — ті, які погашають одним внеском і ті, які погашають декількома внесками протягом терміну дії кредитної угоди;
- за способом одержання позикового відсотка — оплата в момент погашення позики, оплата рівномірними внесками протягом терміну дії кредитної угоди, оплата в момент видачі кредиту;
- за наявністю забезпечення — довірчі позики, забезпечені позики, позики під фінансові гарантії третіх осіб;
- за цільовим призначенням — позики загального призначення, цільові позики;
- за категоріями потенційних позико-отримувачів — аграрні позики, комерційні позики, позики посередникам на фондовій біржі, іпотечні позики власникам нерухомості, міжбанківські позики.

Банківські кредити розрізняють за видами об'єкта куди кредит вкладається:
- під товари і товарні документи, наприклад, залізничні (одержувач позики надає право банку у випадку неповернення позики продати товар);
- під цінні папери;
- під заставу рухомого і нерухомого майна;
- для інвестицій тощо.

Крім того, банківські кредити поділяють на активні і пасивні. В першому випадку банк дає кредит, тобто є кредитором, у другому бере кредит, тобто є позикоотримувачем. Банк може входити у кредитні відносини (брати чи надавати кредити) з іншими банками та кредитними організаціями. Що стосується підприємств, організацій, фізичних осіб, то банк щодо цього нефінансового сектора завжди виступає стороною, яка надає кредит.
Банківський кредит — необхідний інструмент стимулювання господарства, без якого не можуть успішно працювати товаровиробники.

## Роль держави в регулюванні банківського кредитування інноваційних процесів
Роль держави в регулюванні банківського кредитування інноваційних процесів полягає у створенні сприятливого економічного клімату для їх здійснення і забезпечення активної й ефективної взаємодії між «академічною наукою» та виробництвом. Тому завданнями держави є:
- створення умов для активізації фінансових інститутів у інноваційній діяльності;
- розвиток науки, підготовка наукових та інженерних кадрів високого рівня кваліфікації (науково-технічна інфраструктура);
- державні замовлення на проведення науково-технічних досліджень;
- ефективна податкова та бюджетна політика в сфері інноваційної діяльності;
- забезпечення дієвості правових інститутів в інноваційній сфері.

## Банківське кредитування та інноваційний розвиток
Головними точками перетину відносин банківського кредитування та інноваційного розвитку економіки є:
- довгострокове банківське кредитування інноваційних процесів;
- розробка та впровадження банківських новацій, що спрямовані на модернізацію відносин кредитування;
- своєчасний моніторинг економічної ситуації та високоефективний перерозподіл ресурсів на користь пріоритетних галузей;
- супроводження об'єкта інноваційного кредитування та заходи щодо комерціалізації інноваційного продукту.